# Hazlo por mil
Hazlo por mil es un concurso de televisión español producido en colaboración con Mandarina y emitido en Telemadrid desde el 18 de septiembre de 2017 hasta el 20 de diciembre de 2018. El programa es presentado por Ares Teixidó con la ayuda de Antonio Jimeno y presenta una mecánica parecida al extinguido programa de Cuatro Lo sabe, no lo sabe.

## Mecánica
Gente de la calle es captada por los presentadores del formato para que respondan a preguntas de la vida personal de sus contactos telefónicos, para ello tienes que elegir a 6 personas de entre los contactos de tu teléfono móvil y el presentador te irá formulando preguntas sobre ellos que deberás ir contestando.
Si las respuestas de ambas partes coinciden el concursante irá ganando dinero de modo que un acierto, 50€; dos, 100€; tres, 150€; y cuatro respuestas acertadas, 250€.
Una vez se haya respondido bien a las 4 preguntas, se tienen dos opciones: irse con 250 euros o arriesgarse a la pregunta extra en la que se tendrá que escoger entre los dos contactos que queden para que acierte una pregunta personal sobre el concursante. Si la acierta, gana 1.000 euros. Sin embargo, si la falla, se va sin nada.

## Equipo técnico
- Presentadora: Ares Teixidó
- Copresentador: Antonio Jimeno